# Галіївка
Галі́ївка (раніше також Висока Гребля) — село в Україні, у Вільшанській сільській територіальній громаді Житомирського району Житомирської області. Чисельність населення становить 712 осіб (2001). У 1923—54, 1965—77 та 1997—2018 роках — адміністративний центр колишньої однойменної сільської ради.

## Загальна інформація
Розташоване на берегах річки Тетерівки, за 18 км від Чуднова та за 15 км від залізничної станції Чуднів-Волинський. Через село пролягає автодорога Чуднів — Іванопіль.

## Населення
За довідником 1885 року в селі мешкало 499 осіб, налічувалося 82 дворових господарства.
Відповідно до результатів перепису населення Російської імперії 1897 року, загальна кількість мешканців становила 861 особу, з них православних — 774, чоловіків — 439, жінок — 422.
Наприкінці 19 століття в селі налічувалося 962 мешканці, дворів — 157, у 1906 році — 820 мешканців, дворів — 144, у 1923 році — 1 405 мешканців, дворів — 329.
Відповідно до перепису населення СРСР 17 грудня 1926 року, чисельність населення становила 1 361 особу, з них 667 чоловіків та 694 жінки; за національністю: українців — 1 272, росіян — 3, євреїв — 1, поляків — 83, чехів — 2. Кількість господарств — 290, з них несільського типу — 4.
На початок 1970-х років село мало 284 двори із населенням 873 особи.
Відповідно до результатів перепису населення СРСР, кількість населення станом на 12 січня 1989 року становила 688 осіб. Станом на 5 грудня 2001 року, відповідно до перепису населення України, кількість мешканців села становила 712 осіб.

## Історія
Час заснування — невідомий. Належало князям Острозьким, згодом Любомирським, потім Петрові Потоцькому. Згадується у люстрації Київського воєводства 1754 року, перебувало в посесії кременецького гродського писаря Прилуцького, який сплачував подимне з 80 дворів.
На початку 19 століття — власність Букарів, від яких село придбав Охоцький. Після успадкування донькою Охоцького власність перейшла до Ястшембських. В середині 19 століття — село Житомирського повіту Волинської губернії. Лежало на річці Тетерівці, що впадає до Тетерева, належало до православної парафії у Краснополі. Власність Ястршембського. Була римокатилицька каплиця, дерев'яна церква. У 1867 році мала 67 дворів. За довідником 1885 року — колишнє поміщицьке село Янушпільської волості Житомирського повіту Волинської губернії. Були церковна парафія, заїзд, винокурня.
Наприкінці 19 століття — село Янушпільської волості Житомирського повіту Волинської губернії. Лежало на річці Тетерівці, за 65 верст від Житомира, за 65 верст від найближчої поштової станції в Чуднові та за 12 верст від залізничної станції Вільшанка. Великі землевласники: барон Таубе (православний), Гулевич, Каз. Малиновський, Карповський, Добровольський (всі римокатолики). Кам'яну церкву з дерев'яною дзвіницею збудовано 1818 року за кошти вірян та поміщика. При церкві було близько 30 десятин землі. До парафії належало сільце Мала Волиця (2 версти). Дворів 139, вірян — 1 053 особи обох статей, римокатоликів — 36 осіб. Була римокатолицька каплиця. Сусідні парафії: Янушпіль (4 версти), Бейзимівка (5 верст).
У 1906 році — село Янушпільської волості (4-го стану) Житомирського повіту Волинської губернії. Відстань до губернського центру, м. Житомир, становила 68 верст, від волосного центру, містечка Янушпіль — 6 верст. Найближче поштово-телеграфне відділення розміщувалося в Янушполі.
У 1923 році включена до складу новоствореної Галіївської сільської ради, яка 7 березня 1923 року увійшла до складу новоутвореного Янушпільського району Житомирської округи; адміністративний центр ради. Розміщувалося за 5 верст від районного центру містечка Янушпіль. У червні 1925 року Янушпільський район передано до складу Бердичівської округи. Відстань до районного центру смт Янушпіль становила 6 верст, до окружного центру в Бердичеві — 30 верст, до найближчої залізничної станції Чуднів — 12 верст.
На фронтах Другої світової війни воювали 315 селян, 145 з них нагороджені орденами й медалями, 203 загинули. На їх честь встановлено пам'ятник.
В радянські часи в селі розміщувалася центральна садиба колгоспу, який обробляв 1 784 га угідь, з них 1 354 га ріллі. Вирощували зернові культури, розвивали м'ясо-молочне тваринництво. В селі був маслозавод, заснований 1927 року. 25 селян відзначені державними нагородами СРСР, серед них працівника маслозаводу М. М. Ковеня — орденом Жовтневої Революції. У селі були восьмирічна школа, клуб з кіноустановкою, бібліотека, медпункт, поштове відділення.
11 серпня 1954 року, відповідно до указу Президії Верховної ради Української РСР «Про укрупнення сільських рад по Житомирській області», Галіївську сільську раду ліквідовано, село підпорядковане Маловолицькій сільській раді Янушпільського району. 28 листопада 1957 року, в складі сільської ради, передане до Чуднівського району, 30 грудня 1962 року — до складу Бердичівського району Житомирської області. 5 липня 1965 року, відповідно до рішення Житомирського облвиконкому № 403 «Про зміни в адміністративно-територіальному поділі Бердичівського, Дзержинського, Любарського, Новоград-Волинського і Радомишльського районів та про об'єднання окремих населених пунктів області», відновлено Галіївську сільську раду з підпорядкуванням їй с. Бейзимівка Бабушківської сільської ради Бердичівського району. 8 грудня 1966 року, в складі сільської ради, передане до відновленого Чуднівського району Житомирської області. 17 січня 1977 року, відповідно до рішення Житомирського облвиконкому № 24 «Про питання адміністративно-територіального поділу окремих районів області», внаслідок реорганізації сільських рад с. Галіївка підпорядковане Маловолицькій сільській раді Чуднівського району. 21 червня 1991 року, відповідно до рішення Житомирської обласної ради «Про внесення змін в адміністративно-територіальний устрій окремих районів області», в селі відновлено окрему сільську раду.
27 липня 2018 року увійшло до складу новоутвореної Вільшанської сільської територіальної громади Чуднівського району Житомирської області. Від 19 липня 2020 року, разом з громадою, у складі новоствореного Житомирського району Житомирської області.

## Відомі люди
- Ян Охоцький
- Красноголовець Олександр Сергійович (* 1951) — український скульптор, художник та педагог.